# San Lorenzo (Santa Fe)
Pour les articles homonymes, voir San Lorenzo.
San Lorenzo est une municipalité de la province de Santa Fe, en Argentine, et le chef-lieu du département de San Lorenzo.
Elle se trouve sur la rive droite du Paraná, à 147 km au sud de la capitale provinciale Santa Fe, et à 23 km au nord de Rosario, dont elle est la limite septentrionale de sa conurbation. Cette conurbation est elle-même la limite septentrionale du corridor industriel du littoral argentin. Les ports privés établis dans son district et dans celui de Puerto General San Martín sont également une part importante d'un complexe portuaire appelé Up-River, qui réunit les principaux ports argentins exportateurs de grains (céréales et oléagineux).
La ville est également importante dans l'histoire de l'Argentine pour avoir été le théâtre du combat de San Lorenzo le 3 février 1813, où les grenadiers à cheval sous les ordres du colonel José de San Martín des indépendantistes déroutèrent les troupes royalistes loyales à la couronne d'Espagne. Le couvent San Carlos Borromeo du XVIIIe siècle est aujourd'hui un musée consacré à cette bataille, la première de la guerre d'indépendance argentine.

## Histoire
La date de la fondation de San Lorenzo étant incertaine, le conseil municipal décide en 1984 de la fixer au 6 mai 1796, date à laquelle les frères franciscains s'installent dans leur couvent et commencent l'évangélisation de la zone.
Avant cette date, la Compagnie de Jésus fonde en 1720 une estancia de San Miguel del Carcarañal sur la rive droite río Carcarañá, dans l'actuelle juridiction d'Aldao. L'estancia jésuite est un centre d'élevage destiné à lui fournir des denrées et des revenus au collège La Inmaculada de Santa Fe. Un des postes de la estancia se dénomme de San Lorenzo et est située au confluent de l'arroyo San Lorenzo et du río Paraná, ce poste est constitué de quelques ranchs où vivent quelques familles.
Avec l'expulsion des jésuites d'Espagne et de ses colonies d'Amérique le 30 octobre 1768, l'évangélisation de la région est interrompue. L'estancia passe alors aux mains de la Junta de temporalidades de Santa Fe et en 1774 les terres sont vendues aux enchères. Le conseiller de Santa Fe, don Francisco de Aldao, est un des acquéreurs et répartit les terres entre ses fils. L'un d'eux, Félix Aldao, reçoit une lieue carrée où se dressera par la suite la ville de San Lorenzo

## Économie

### Complexe portuaire

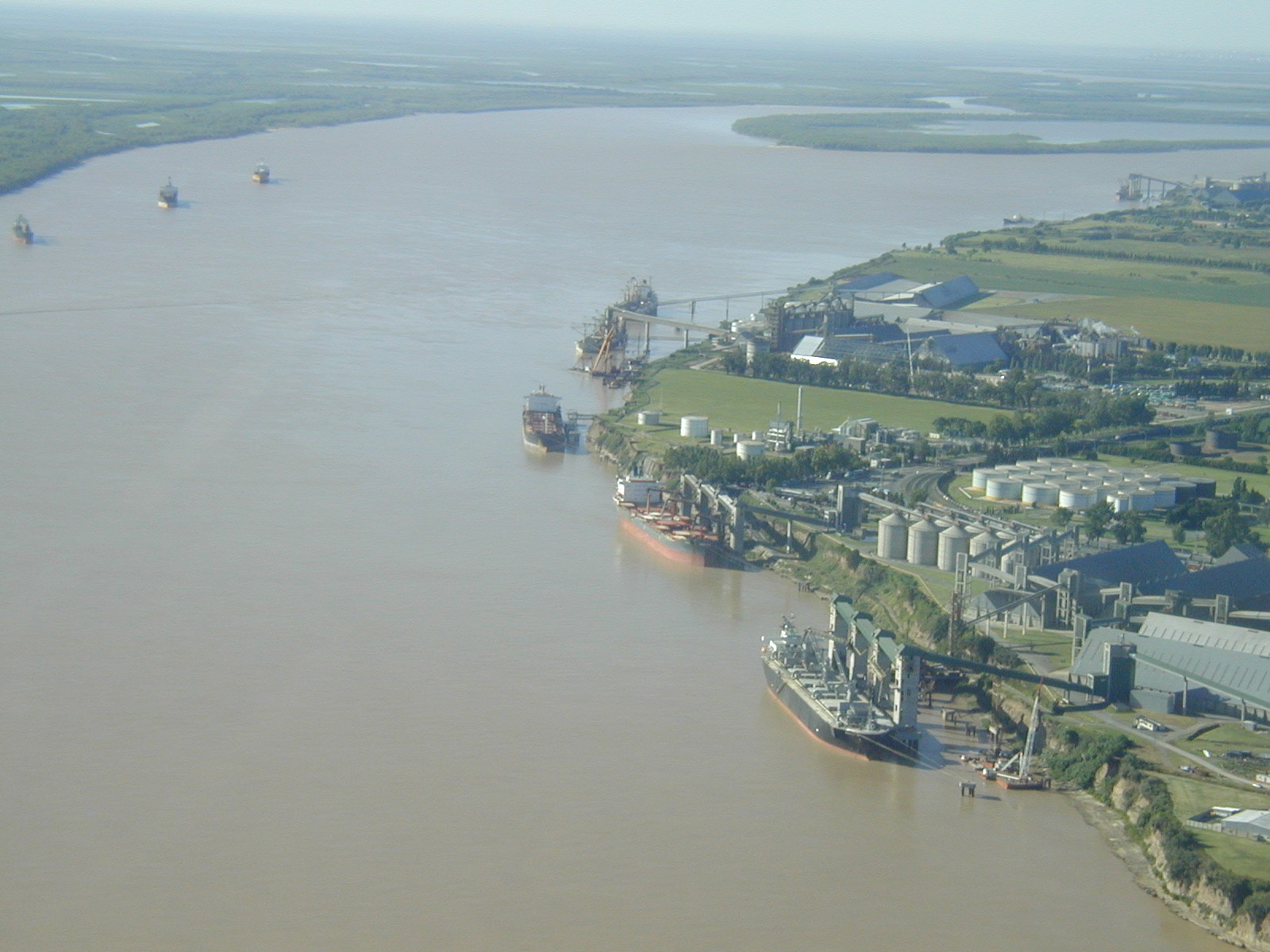
Terminaux portuaires de San Lorenzo.

Le complexe portuaire San Lorenzo - Puerto San Martín est un groupe de terminaux d'embarquement et de quais privés pour les céréales et leurs sous-produits, les huiles, combustibles, hydrocarbures, pierres, produits chimiques et pétrochimiques. Le complexe est le pôle exportateur le plus grand d'Argentine : en 1997, 39,2 % des exportations argentines de grains, huiles et sous-produits oléagineux y ont été embarquées.

## Patrimoine

### Musées
- Le musée historique du couvent San Carlos
- Le musée de l'Histoire régionale

## Personnalités
- Javier Mascherano, joueur de football (XXIe siècle)
- Alejandro Rubén Capurro (né en 1980), joueur de football